# اچ‌ام‌اس لاتونا (۱۷۸۱)
اچ‌ام‌اس لاتونا (۱۷۸۱) (به انگلیسی: HMS Latona (1781)) یک کشتی بود که طول آن ۱۴۱ فوت ۳ اینچ (۴۳٫۰۵ متر) بود. این کشتی در سال ۱۷۸۱ ساخته شد.